# Rineloricaria melini
Rineloricaria melini är en fiskart som först beskrevs av Schindler, 1959.  Rineloricaria melini ingår i släktet Rineloricaria och familjen Loricariidae. Inga underarter finns listade i Catalogue of Life.